# Jaime Abdul Gutiérrez Avendaño
Jaime Abdul Gutiérrez Avendaño (Sonsonate, 5 de abril de 1936 - San Salvador, 9 de agosto de 2012) fue un ingeniero y coronel, miembro de la Junta Revolucionaria de Gobierno de El Salvador (1979-1982).
1980 Después de 75 días del golpe militar del 15 de octubre, el mando supremo de El Salvador pasa de nuevo a manos de los coroneles Jaime Abdul Gutiérrez y Adolfo A. Majano. La participación en el golpe de 1979 también se tiene en cuenta: algunos cree que puso fin a la sangrienta dictadura de Carlos Romero, y otros le acusa de eliminar el régimen de "estabilidad militar" que existía desde 1962.

## Trayectoria
Formó parte de la Junta Revolucionaria de Gobierno (JRG) después del derrocamiento del presidente "Carlos Humberto Romero" el 15 de octubre de 1979, junto al Coronel Adolfo Arnoldo Majano. El militar ocupó anteriormente a esto, la gerencia de ANTEL, la empresa de telecomunicaciones del Estado Salvadoreño. Gutiérrez y Majano no estaban de acuerdo sobre cómo resolver la profundización de la crisis política de El Salvador; Majano buscó una reforma social radical, mientras que Gutiérrez, que representaba al ejército de mentalidad conservadora, prefirió los métodos militares conservadores. El 12 de mayo de 1980, los derechistas dentro del ejército destituyó a Majano como presidente de la junta y Gutiérrez asumió el cargo de presidente y comandante en jefe de las fuerzas armadas. Lideró la transición a una guerra civil abierta. Durante los meses siguientes, el terror se intensificó y las hostilidades se extendieron por todo el país.
En diciembre de 1980, el Coronel Adolfo Majano renunció de la Junta Revolucionaria de Gobierno con su salida, se nombró al Ing. José Napoleón Duarte como Presidente y al Coronel Gutiérrez como Vicepresidente de la Junta. Este cargo duró desde diciembre de 1980 hasta mayo de 1982, cuando se entregó el poder al presidente Álvaro Magaña.

## Fallecimiento
Falleció en San Salvador, el 9 de agosto de 2012 a los 76 años de edad debido a una larga enfermedad.